# Bulbophyllum insolitum
Bulbophyllum insolitum är en orkidéart som beskrevs av Jean Marie Bosser. Bulbophyllum insolitum ingår i släktet Bulbophyllum och familjen orkidéer. Inga underarter finns listade i Catalogue of Life.